# Nissan Moco
La Moco est une automobile destinée au marché japonais, fabriquée depuis 2001 par Suzuki pour Nissan.
La troisième génération de Moco est sortie en 2011.

## Première génération (2001-2006)
Au Japon, les petites voitures "keijidosha" constituent une catégorie à part, qui représente l'essentiel de la diffusion de Suzuki et Daihatsu. Nissan n'a jamais voulu investir dans ce segment mais a décidé, à partir de 2001, d'y être toutefois présent, en adaptant pour son compte des modèles déjà vendus par ses concurrents. La Moco constitue ainsi la première expérience de Nissan dans le segment des keijidosha. Il s'agit alors d'une Suzuki MR Wagon, qui s'en distingue simplement par sa calandre spécifique. Comble de l'histoire, Nissan parviendra à vendre davantage de Moco que Suzuki de MR Wagon.

## Deuxième génération (2006-2011)
La deuxième génération de Moco est lancée en février 2006, une quinzaine de jours seulement après la Suzuki MR Wagon.
Il s'agit à nouveau de jumelles dont seule la calandre diffère, et qui appartiennent toujours, au Japon, à la catégorie des keijidosha.

## Troisième génération (2011-2016)
La troisième génération de MR Wagon a été renouvelée au Japon en janvier 2011.
Depuis le 15 février 2011, elle est à nouveau rebadgée Moco chez Nissan.
Dans la gamme Nissan au Japon, la Moco est affichée sensiblement au même prix que la petite Otti : à partir de 1 079 400 ¥ en deux roues motrices et avec sa boîte CVT (prix à juillet 2011), contre 1 052 100 ¥ pour une Otti à boîte manuelle ou automatique 3 vitesses, et 1 080 450 ¥ pour une Otti automatique 4 vitesses.
La Moco est même légèrement plus chère que la March (affichée dès 999 600 ¥), laquelle, plus grande, n'est pourtant pas une keijidosha. Mais les taxes réduites permises par la catégorie keijidosha au Japon à laquelle appartiennent la Moco et la Otti, rendent ces petites voitures en définitive financièrement plus intéressantes.